# Globální stav zdravotní nouze

Logo Světové zdravotnické organizace, která vyhlašuje PHEIC

Globální stav zdravotní nouze (také ohrožení veřejného zdraví mezinárodního významu, anglicky public health emergency of international concern, zkratka PHEIC) je prohlášení Světové zdravotnické organizace (WHO) o „mimořádné události, která rozhodně představuje riziko pro zdravotní situaci v jiných státech v důsledku mezinárodního šíření nemocí a případně vyžaduje koordinovanou mezinárodní reakci“. Toto prohlášení je vydáno když nastane situace, která je závažná, náhlá, neobvyklá nebo neočekávaná, která ovlivňuje veřejné zdraví za hranicemi postiženého státu a může vyžadovat okamžité kroky na mezinárodní úrovni.
Podle Mezinárodních zdravotních předpisů z roku 2005 (IHR) mají státy smluvní povinnost na vyhlášení globálního stavu zdravotní nouze rychle reagovat.

## Seznam prohlášení
- 2009–10 – Mexická prasečí chřipka (virus H1N1)
- 2014–současnost – Dětská obrna
- 2014–16 – Epidemie eboly v západní Africe
- 2016 – horečka zika (Zika virus)
- 2019–20[3] – Ebola
- 2020–23[4][5] – Pandemie covidu-19 (SARS-CoV-2)
- 2022–23 – Epidemie opičích neštovic 2022–2023 (Opičí neštovice)[6][7]
- 2024–současnost – Epidemie opičích neštovic 2024 (Opičí neštovice)[8]